# مات بروير
مات بروير هو كاتب أغاني ومغني كندي، ولد في 28 فبراير 1980 في Truro, Nova Scotia ‏ في كندا.

## وصلات خارجية
- الموقع الرسمي
- مات بروير على موقع ميوزك برينز (الإنجليزية)
- مات بروير على موقع أول ميوزيك (الإنجليزية)
- مات بروير على موقع ديسكوغز (الإنجليزية)